# Indzsera
Az indzsera (angol írásmóddal: injera) lapos, kb. 30-40 cm átmérőjű etióp kenyérfajta. Alapanyaga a teffnek nevezett helyi gabonaféle, amelynek lisztjét vízzel és élesztővel néhány napon át érlelik, míg némi szénsavtartalma lesz. Az így készített tejföl sűrűségű tésztát hevített vaslapon megsütik. Az elkészített indzsera állaga puha, kb. fél cm vastag, színe a teff minőségétől függően drapp vagy fehér. Íze kissé savanykás.
Ismert szárított változata is, a firfir, amelyet más ételek alapanyagául használnak fel.
Az indzsera annyira a mindennapi etióp kenyér, hogy az etióp Miatyánkban is ez a szó szerepel, jóllehet az etiópok is sütnek az általunk ismerthez hasonló kenyeret (dabó).